# هيلين كورتويس
هيلين كورتويس (بالفرنسية: Hélène Courtois)‏ هي عالمة فيزياء فلكية فرنسية، ولدت في 25 فبراير 1971 في غرونوبل في فرنسا.